# The History of Sir Francis Drake
The History of Sir Francis Drake fue un entretenimiento teatral híbrido, una masque o "tableau operístico" con un libreto en inglés escrito por sir William Davenant y música de Matthew Locke. Lo más probable es que esta masque se estrenara en 1659 y se produjera por Davenant. 
Como en sus obras anteriores, The Siege of Rhodes (1656) y The Cruelty of the Spaniards in Peru (1658), Davenant ideó The History of Sir Francis Drake como un drama musical para eludir la prohibición puritana de las obras teatrales durante la época de la Mancomunidad de Inglaterra. Las tres obras de Davenant fueron importantes en la evolución de la ópera inglesa y el teatro musical, y anunciaban la proximidad del renacimiento del drama con la Restauración de 1660.

## Historia y propaganda
Como The Cruelty, el Drake de Davenant no sólo se toleraba sino que incluso se apoyaba por el Lord Protector Oliver Cromwell, debido a su valor como propaganda antiespañola. Los ingleses estaban en guerra contra España desde 1655. Davenant explotó a Drake como un héroe nacional inglés y un símbolo de política extranjera expansionista. Su material narrativo lo tomó de la obra de Philip Nichols Sir Francis Drake Revived (1626; reeditada en 1652).
El texto de Davenant trata de las aventuras de Drake en la costa noreste de Sudamérica durante su expedición de 1572. En un punto determinado, Davenant muestra a Drake aliándose con los "Symerons" o cimarrones, esclavos escapados de Surinam que habían formado su propia sociedad independiente. Aunque el Drake de Davenant se ha clasificado como "pseudo-historia", esta parte de la historia se basa en datos reales — aunque Davenant desplaza a los cimarrones a Perú. Como en The Cruelty, los ingleses en Drake parecen una alternativa humana a los brutales y rapaces españoles.

## Música
Sólo una pieza de la partitura de Drake ha sobrevivido — una danza "Symeron" compuesta por Matthew Locke. Locke fue uno de los compositores que trabajó en The Siege of Rhodes, y quizás en The Cruelty también.